# Трёхпёрстки (род)
Трёхпёрстки (лат. Turnix) — род птиц семейства трёхпёрстки отряда ржанкообразных.
Трёхпёрстки — мелкие, похожие на перепелов наземные птицы с буроватоокрашенным верхом, белой шеей и охристыми каймами перьев. Самцы окрашены более тускло и имеют гораздо меньшие размеры, чем самки. Трёхпёрстки обитают на лугах и среди кустарников с высокой травой. Насиживает кладку и заботится о потомстве самец.
В России обитает один вид — пятнистая трёхпёрстка (Turnix tanki). Ареал вида охватывает Забайкалье, Приморье и Китай вплоть до Бирмы и Индии.

## Классификация
В состав рода включают 16 видов:
- Пятнистая трёхпёрстка (Turnix tanki)
- Красноспинная трёхпёрстка (Turnix maculosus)
- Полосатая трёхпёрстка (Turnix suscitator)
- Большая трёхпёрстка (Turnix ocellatus)
- Африканская трёхпёрстка (Turnix sylvaticus)
- Малая трёхпёрстка (Turnix velox)
- Красногрудая трёхпёрстка (Turnix pyrrhothorax)
- Turnix worcesteri
- Сумбийская трёхпёрстка (Turnix everetti)
- Turnix nanus
- Капская трёхпёрстка (Turnix hottentottus)
- Каштановоспинная трёхпёрстка (Turnix castanotus)
- Turnix olivii
- Расписная трёхпёрстка (Turnix varius)
- † Turnix novaecaledoniae
- Черногрудая трёхпёрстка (Turnix melanogaster)
- Мадагаскарская трёхпёрстка (Turnix nigricollis)